# A5高速公路 (葡萄牙)

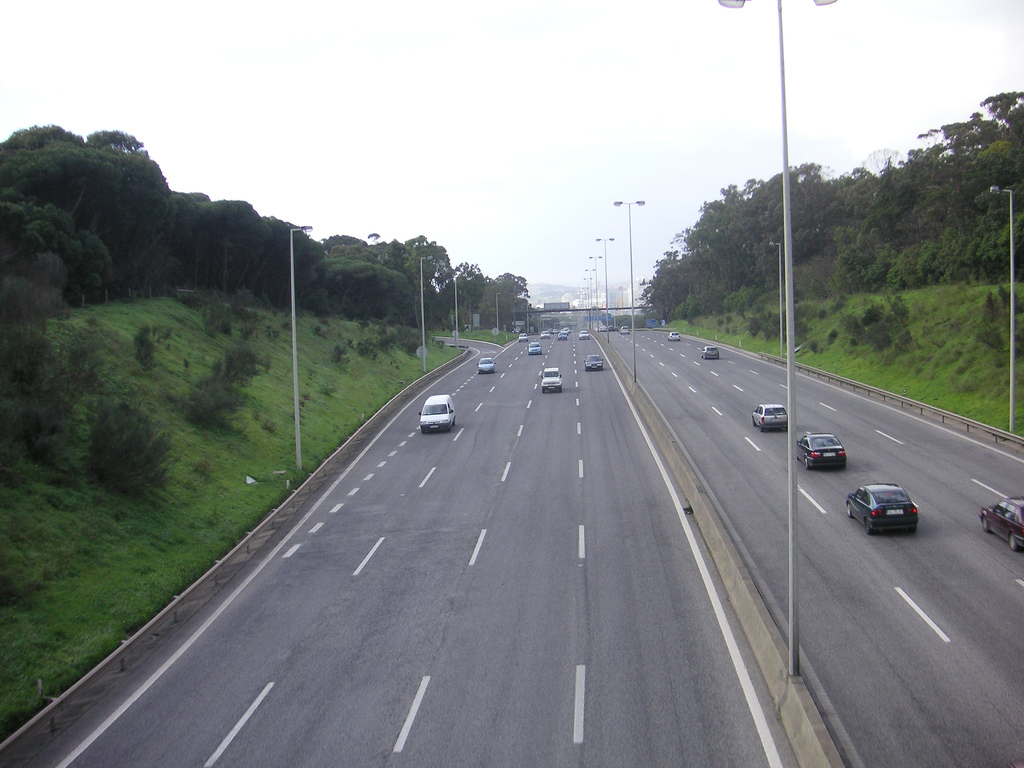
邻近森林公园的一段公路

A5高速公路（葡萄牙語：A5 Autoestrada），又稱埃斯托里爾海岸高速公路（Auto-Estradada Costa do Estoril），是一條連接葡萄牙首都里斯本和西郊卡斯凱什的高速公路，全長25.1公里。
全線設有十二處交流道和一個服務站。1944年里斯本至葡萄牙國家體育場一段通車，當時稱為國道7號（Estrada Nacional Nº 7，簡稱EN 7）。1991年延伸至卡斯凱什。